# Isanthrene vespiformis
Isanthrene vespiformis là một loài bướm đêm thuộc phân họ Arctiinae, họ Erebidae.